# Benjamin André
Benjamin André (ur. 3 sierpnia 1990 w Nicei) – francuski piłkarz występujący na pozycji obrońcy. Obecnie gracz zespołu Lille OSC.

## Kariera klubowa
Od 2006 szkolił się w szkółce piłkarskiej AC Ajaccio.Sierpnia 2008 zadebiutował w drużynie zawodowej AC Ajaccio na szczeblu Ligue 2.
24 czerwca 2014 roku podpisał kontrakt ze Stade Rennais.
| Sezon   | Klub          | Kraj    | Rozgrywki | Mecze | Bramki | Rozgrywki Europy | Mecze | Bramki |
| ------- | ------------- | ------- | --------- | ----- | ------ | ---------------- | ----- | ------ |
| 2008/09 | AC Ajaccio    | Francja | Ligue 2   | 26    | 1      | –                | –     | –      |
| 2009/10 | AC Ajaccio    | Francja | Ligue 2   | 33    | 2      | –                | –     | –      |
| 2010/11 | AC Ajaccio    | Francja | Ligue 2   | 32    | 1      | –                | –     | –      |
| 2011/12 | AC Ajaccio    | Francja | Ligue 1   | 33    | 4      | –                | –     | –      |
| 2012/13 | AC Ajaccio    | Francja | Ligue 1   | 27    | 0      | –                | –     | –      |
| 2013/14 | AC Ajaccio    | Francja | Ligue 1   | 36    | 4      | –                | –     | –      |
| 2014/15 | Stade Rennais | Francja | Ligue 1   | 22    | 1      | –                | –     | –      |
| 2015/16 | Stade Rennais | Francja | Ligue 1   | 32    | 0      | –                | –     | –      |
| 2016/17 | Stade Rennais | Francja | Ligue 1   | 36    | 0      | –                | –     | –      |
| 2017/18 | Stade Rennais | Francja | Ligue 1   | 0     | 0      | –                | –     | –      |

Stan na: 11 lipca 2017 r.

## Sukcesy

### Klubowe
Lille OSC
- Mistrzostwo Francji (1x): 2020/2021